# Kari Seitz
Kari Seitz (1970. november 2. –) amerikai női nemzetközi labdarúgó-játékvezető.

## Pályafutása
Fiatal korában kapus poszton játszott, de felismerve, hogy nem lesz kiemelkedő játékos, játékvezetőnek állt. Játékvezetésből 1985-ben edzőjük kérésére, ifjúsági csapattagjaival együtt vizsgázott. Az NASL Játékvezető Bizottságának (JB) minősítésével 2001-től a Női Liga (WUSA), a Futball Egyesülete (WPS), 2009-től a Liga Serie B játékvezetője, majd 2011-től a Nemzeti Női Labdarúgó Liga (NWSL) profi bírója. Az NASL JB több alkalommal megbízta a Major League Soccer (MLS) bajnoki mérkőzésének vezetésével. Küldési gyakorlat szerint rendszeres partbírói, majd 4. bírói szolgálatot végzett. A nemzeti játékvezetéstől 28 évi szolgálat után 2013. október 20-án visszavonult. Nemzeti mérkőzéseinek száma: több mint 1000 főiskolai, több mint 200 profi mérkőzés.
Az Amerikai labdarúgó-szövetség JB terjesztette fel nemzetközi játékvezetőnek, a Nemzetközi Labdarúgó-szövetség (FIFA) 1999-től tartotta nyilván női bírói keretében. A FIFA JB központi nyelvei közül a angolt beszéli. Az első amerikai nő a nemzetközi játékvezetők között. Az első női bíró, aki négy világbajnokságon, három olimpián tevékenykedhetett. Egyetlen női bíróként működhetett a CONCACAF, az AFC és az UEFA által irányított bajnokságokban. Több nemzetek közötti válogatott (Női labdarúgó-világbajnokság, Női labdarúgó-Európa-bajnokság, Olimpiai játékok, Algarve-kupa), valamint klubmérkőzést vezetett, vagy működő társának 4. bíróként segített. A nemzetközi játékvezetéstől 14 éves szolgálat után 2013-ban búcsúzott. Nemzetközi mérkőzéseinek száma 20 országban 45.
A 2002-es U19-es női labdarúgó-világbajnokságon a FIFA JB bírói szolgálatra alkalmazta.
| Időpont             | Helyszín         | Mérkőzés típusa              | Mérkőzés                                             | Eredmény | Nézők száma |
| ------------------- | ---------------- | ---------------------------- | ---------------------------------------------------- | -------- | ----------- |
| 2002. augusztus 19. | Swangard Stadion | csoportmérkőzés (B. csoport) | Brazília–Németország                                 | 1 – 0    | 5 537       |
| 2002. augusztus 21. | Swangard Stadion | csoportmérkőzés (B. csoport) | Franciaország–Brazil U19-es női labdarúgó-válogatott | 0 – 4    | 3 500       |

Az 1999-es, a 2003-as, a 2007-es, valamint a 2011-es női labdarúgó-világbajnokságon a FIFA JB bíróként alkalmazta. Az első női játékvezető a világon, aki négy világbajnokságon vett részt, és 9 mérkőzést vezethetett. Rajta kívül Sonia Denoncourt és Tammy Ogston 3 világbajnokságon vezethetett 9 találkozót.
| Időpont              | Helyszín                                      | Mérkőzés típusa              | Mérkőzés                                                        | Eredmény | Nézők száma |
| -------------------- | --------------------------------------------- | ---------------------------- | --------------------------------------------------------------- | -------- | ----------- |
| 1999. június 20.     | Városi Stadion, Foxborough                    | csoportmérkőzés (D. csoport) | Ausztrália – Ghána                                              | 1 – 1    | 14 867      |
| 2003. szeptember 20. | Lincoln Financial Field Stadion, Philadelphia | csoportmérkőzés (B. csoport) | Norvégia – Franciaország                                        | 2 – 0    | 24 346      |
| 2003. szeptember 25. | The Home Depot Center Stadion, Carson         | csoportmérkőzés (D. csoport) | Ghánai női labdarúgó-válogatott–Oroszország                     | 0 – 3    | 13 929      |
| 2003. október 2.     | PGE Park Stadion, Portland                    | egyik negyeddöntő            | Kína–Kanada                                                     | 0 – 1    | 20 021      |
| 2007. szeptember 11. | Hongkou Football Stadion, Sanghaj             | csoportmérkőzés (A. csoport) | Anglia–Japán                                                    | 2 – 2    | 27 146      |
| 2007. szeptember 20. | Yellow Dragon Stadion, Hangcsou               | csoportmérkőzés (D. csoport) | Brazília–Dánia                                                  | 1 – 0    | 43 817      |
| 2011. június 26.     | Rhein-Neckar Stadion, Sinsheim                | csoportmérkőzés (A. csoport) | Nigéria–Francia női labdarúgó-válogatott                        | 0 – 1    | 25 475      |
| 2011. július 3.      | Városi Stadion, Wolfsburg                     | csoportmérkőzés (D. csoport) | Brazil női labdarúgó-válogatott–Norvég női labdarúgó-válogatott | 3 – 0    | 26 067      |
| 2011. július 16.     | Rhein-Neckar Stadion, Sinsheim                | bronztalálkozó               | Svédország–Francia női labdarúgó-válogatott                     | 2 – 1    | 25 515      |

A 2005-ös női labdarúgó-Európa-bajnokságon az UEFA JB vendég játékvezetőként foglalkoztatta.
| Időpont          | Helyszín                            | Mérkőzés típusa              | Mérkőzés                                                      | Eredmény | Nézők száma |
| ---------------- | ----------------------------------- | ---------------------------- | ------------------------------------------------------------- | -------- | ----------- |
| 2005. június 5.  | Bloomfield Road Stadion, Blackpool  | csoportmérkőzés (A. csoport) | Svéd női labdarúgó-válogatott–Dán női labdarúgó-válogatott    | 3 231    |             |
| 2005. június 9.  | Deepdale Stadion, Preston           | csoportmérkőzés (B. csoport) | Németország–Olaszország                                       | 4 – 0    | 1 279       |
| 2005. június 16. | Halliwell Jones Stadion, Warrington | egyik elődöntő               | Svéd női labdarúgó-válogatott–Norvég női labdarúgó-válogatott | 2 – 3    | 5 722       |

A 2004. évi, a 2008. évi és a 2012. évi nyári olimpiai játékokon a FIFA JB bírói szolgálatra alkalmazta.
| Időpont             | Helyszín                         | Mérkőzés típusa              | Mérkőzés                                                        | Eredmény | Nézők száma |
| ------------------- | -------------------------------- | ---------------------------- | --------------------------------------------------------------- | -------- | ----------- |
| 2004. augusztus 11. | Pampeloponnisiako Stadion, Pátra | csoportmérkőzés (F. csoport) | Német női labdarúgó-válogatott–Kínai női labdarúgó-válogatott   | 8 – 0    | 14 657      |
| 2004. augusztus 26. | Karaiskaki Stadion, Pireusz      | bronzmérkőzés                | Német női labdarúgó-válogatott–Svéd női labdarúgó-válogatott    | 1 – 0    | 10 416      |
| 2008. augusztus 6.  | Olimpiai Stadion, Senjang        | csoportmérkőzés (F. csoport) | Német női labdarúgó-válogatott–Brazil női labdarúgó-válogatott  | 0 – 0    | 20 703      |
| 2008. augusztus 15. | Olimpiai Stadion, Tiencsin       | csoportmérkőzés (4. csoport) | Brazil női labdarúgó-válogatott–Norvég női labdarúgó-válogatott | 2 – 1    | 26 174      |
| 2012. július 25.    | Millennium Stadion, Cardiff      | csoportmérkőzés (E. csoport) | Angol női labdarúgó-válogatott–Új-Zéland                        | 1 – 0    | 24 549      |
| 2012. augusztus 3.  | Hampden Park Stadion, Glasgow    | egyik negyeddöntő            | Svéd női labdarúgó-válogatott–Francia női labdarúgó-válogatott  | 1 – 2    | 12 689      |

A 2005-ös Algarve-kupa labdarúgó tornán játékvezetőként tevékenykedett.
Aktív pályafutását befejezve a FIFA JB nemzetközi munkacsoportjának tagja.

## Szakmai sikerek
- 2002-ben a WUSA az Év Játékvezetője címmel ismerte el felkészültségét.
- A 2004. évi nyári olimpiai játékokon végzett szolgálatáért bronzérmet kapott.